# 五氟化铬
五氟化铬是一种无机化合物，化学式CrF5。它是一种红色挥发性固体，在30 °C融化，也很容易水解成三价铬和六价铬。五氟化铬有着和五氟化钒一样的晶体构造。由于假想的六氟化铬仍未被合成，因此五氟化铬是铬的已知最高价氟化物。
五氟化铬的结构是一维配位聚合物。每个 Cr(V) 中心都为八面体形分子构型。 它的晶体结构类似五氟化钒。
五氟化铬有极强的氧化性，可以把氙氟化，以及氧化氧气成二氧基盐。 因此，它在还原剂下极易分解。